# Traveller Information Services Association
Die Traveller Information Services Association (TISA) ist ein internationaler Verband von Endgeräte-, Automobil-, Kartenherstellern und -dienstleistern, öffentlichen Institutionen, Rundfunkbetreibern von Verkehrsinformationen. Der nicht-kommerzielle Verband wurde im Dezember 2007 mit Hauptsitz in Brüssel gegründet. Das Ziel war die Zusammenführung der vormals getrennten Aktivitäten des TMC-Forums, TPEG-Forums und dem deutschen Mobile.Info Projekt unter einer gemeinsamen Dachorganisation.
Der Verband beschäftigt sich mit der offiziellen Verwaltung, Etablierung und Fortentwicklung der Standards für Verkehrsinformationssysteme TMC (ISO 14819) und TPEG. Die TISA zertifiziert die durch die Länder eingereichten Location Tables (LT) für TMC nach Prüfung anhand eindeutig definierter Prüfregeln. TISA gibt die TPEG Spezifikationen und Richtlinien heraus.
Für Projekte und die Standardisierung arbeitet er mit anderen Organisationen zusammen. Z. B. ISO, RDS Forum, WorldDMB (ehem. WorldDAB Forum), EasyWay Project (DATEX II).